# Faixa presidencial

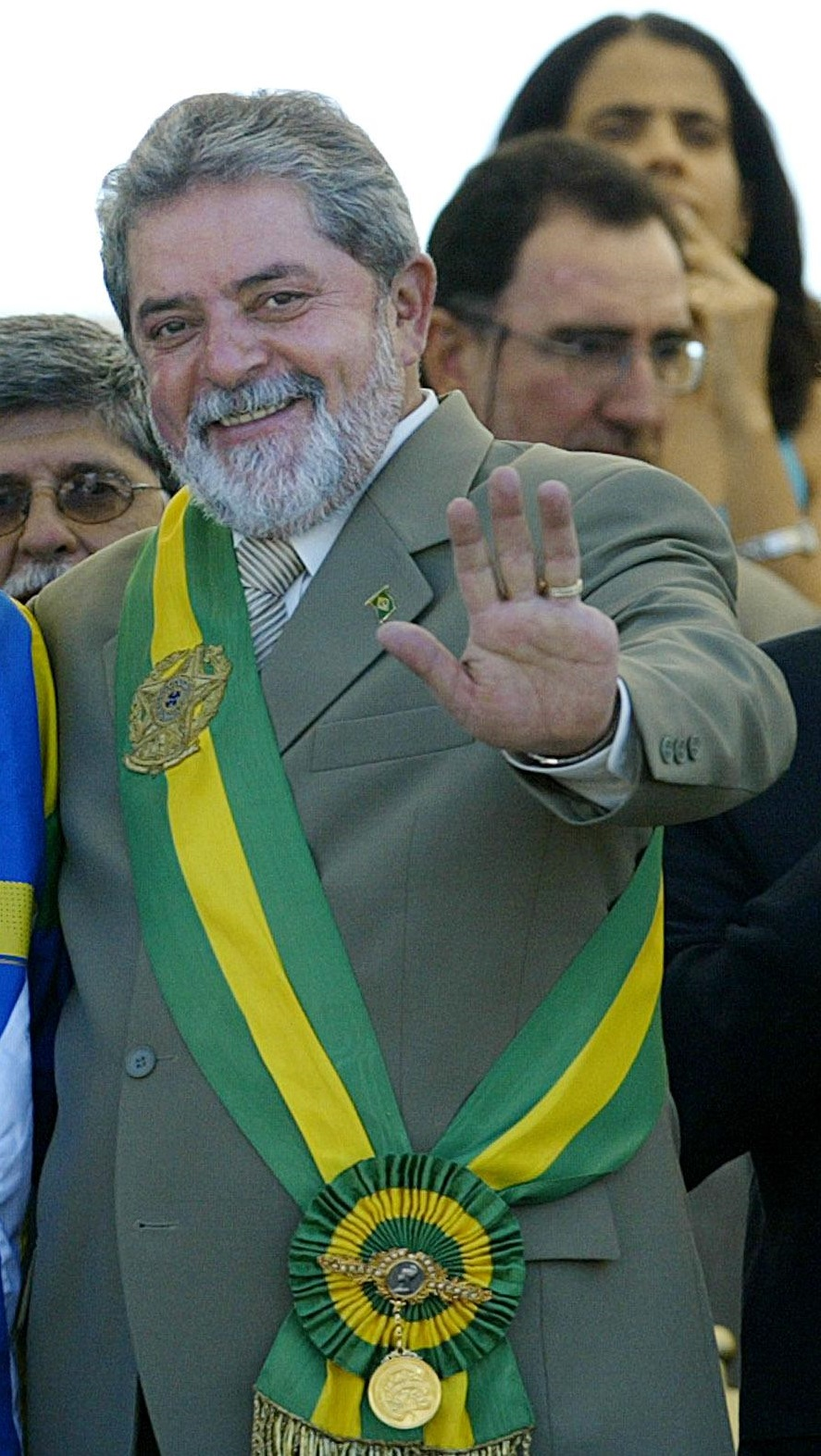
Presidente Lula utilizando a faixa presidencial em 2009.

Faixa presidencial é um adereço indumentário e ornamental tiracolar, reverenciado como símbolo nacional pelas culturas que a adotam como distintivo do cargo de Presidente da República na maioria dos países. É o caso da Argentina, Brasil, Uruguai, França, Cabo Verde, Chile, Venezuela, Cuba, Haiti, Croácia, Colômbia, Líbano, Guiné-Bissau, República Democrática do Congo, Islândia, Itália, Libéria, México, Nicarágua, Paraguai, Portugal e outros. Os presidentes a usam no ato solene da posse, na foto oficial, em ocasiões cívicas e em viagens internacionais.

## Na França
O Presidente da República Francesa usa em certas ocasiões a faixa de Grã-cruz da Legião de Honra (Légion D'honneur) que foi criada por Napoleão Bonaparte, em 1802.

## Em Portugal
A Banda das Três Ordens, nas cores verde, vermelha e púrpura, é utilizada como faixa presidencial de Portugal. Representa as ordens militares de Avis, Cristo e Sant'Iago da Espada e serve atualmente de distintivo privativo do grão-mestre das ordens honoríficas de Portugal, função que é inerente à de Presidente da República Portuguesa. Apenas é usada em situações de grande gala, sendo que em outras situações os presidentes usam na lapela uma roseta das cores verde, vermelha e púrpura.
A Banda das Três Ordens foi criada em 1789, no reinado de D. Maria I. Desde então e até ao final da Monarquia em 1910, foi usada por todos os monarcas portugueses. Foi também concedida aos príncipes herdeiros, ao rei-consorte D. Fernando II e a diversos monarcas estrangeiros. Extinta quando da implantação da república, a Banda das Três Ordens foi restaurada em 1918 pelo presidente Sidónio Pais, passando desde então a ser usada por todos os presidentes da República. Até 1962, continuou também a ser concedida a chefes de estado estrangeiros. Desde então passou a ser de uso exclusivo dos presidentes da República Portuguesa.

## No Brasil

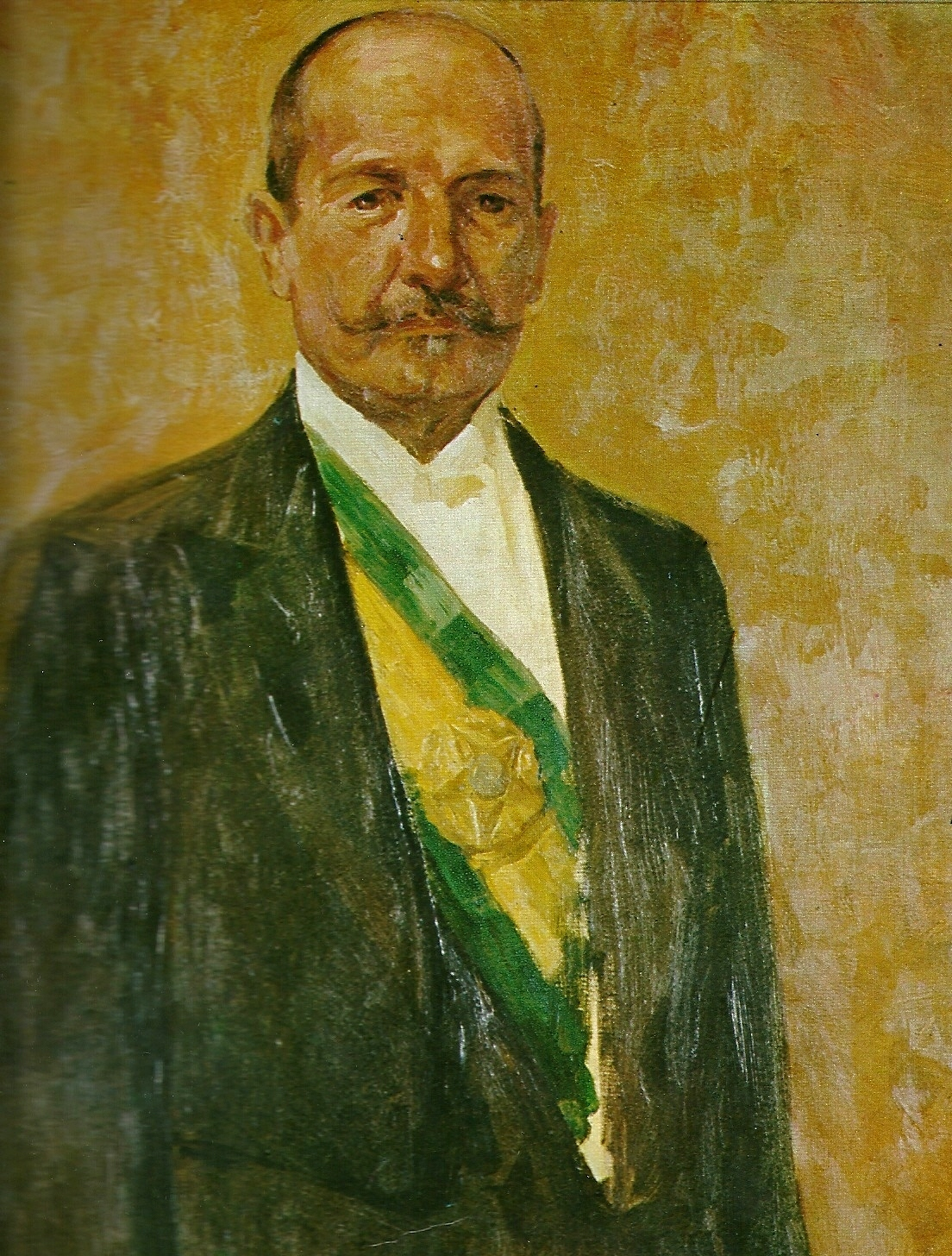
No Brasil, a faixa presidencial foi instituída pelo 8º presidente, Hermes da Fonseca, em 1910.

Molde em vetor.

No Brasil a faixa presidencial foi instituída através do decreto n° 2299 , de 21 de dezembro de 1910, assinado pelo Presidente da República Hermes da Fonseca. O uso de faixas tiracolares também é um ornamento presente no cerimonial de vários outros eventos estamentais: concurso de miss, mister, campeonatos, ordens honoríficas, patentes militares e títulos nobiliárquicos. Existem também a faixa governamental, distintiva do cargo de governador, e a faixa prefeital, distintivo do cargo de prefeitos municipais.

### Medidas da faixa
Inicialmente, conforme o decreto de criação, a faixa presidencial do Brasil tinha 15 cm de largura, mas uma resolução posterior diminuiu a largura para 12 centímetros por 1,67 m de comprimento. O Palácio do Planalto informou que na nova feitura a faixa foi construída obedecendo as medidas do decreto de criação.

### Simbologia
Em argumentos do historiador Estevão Martins, professor da UnB, a faixa presidencial: “É um símbolo que não tem nome, transmitido de uma pessoa a outra. O rito de transmissão da faixa é fundamental para mostrar que o poder também passa”.

## Em Cabo Verde
A faixa presidencial de Cabo Verde tem o branco como cor principal com duas listas vermelhas e um entremeio contendo uma borda unilateral verde.

## Na Guiné-Bissau
A faixa presidencial da Guiné-Bissau tem como cores: vermelho, verde e tendo o entremeio na cor amarela; terminada em um nó e logo abaixo entre o nó e as franja contém um medalhão com o Brasão da Guiné-Bissau.